# Korora oliveri
A Korora oliveri a madarak (Aves) osztályának pingvinalakúak (Sphenisciformes) rendjébe, ezen belül a pingvinfélék (Spheniscidae) családjába tartozó fosszilis faj.
Nemének eddig az egyetlen felfedezett faja.

## Tudnivalók
A Korora oliveri a kisebb méretű őspingvinek egyike, körülbelül akkora volt, mint egy mai aranytollú pingvin (Eudyptes chrysocome). Ez a kisméretű pingvinfaj Új-Zélandon költött a késő oligocén és a kora miocén korszakok között, ezelőtt 25,2-21,7 millió évvel. Ezt a fajt 1952-ben, egy tarsometatarsus lábcsont alapján írta le Brian John Marples brit zoológus. A maradványt Új-Zéland Déli-szigetén, a Canterbury régióban lévő Hakataramea folyó mentén találták meg.
A tudományos nevében, a nemi szintű taxon, a Korora maori származású - a maori nyelvben a kororā = törpe pingvin (Eudyptula minor) jelent -, míg a faji szintű taxonnév, az oliveri, Walter Olivert (1883–1957) a Museum of New Zealand Te Papa Tongarewa egykori igazgatóját tiszteli.

## Fordítás
- Ez a szócikk részben vagy egészben  a   Korora című angol Wikipédia-szócikk ezen változatának fordításán alapul.  Az eredeti cikk szerkesztőit annak laptörténete sorolja fel. Ez a jelzés csupán a megfogalmazás eredetét és a szerzői jogokat jelzi, nem szolgál a cikkben szereplő információk forrásmegjelöléseként.